# Agnes Ayres
Agnes Ayres (Carbondale (Illinois), 4 april 1898 - Los Angeles, 25 december 1940), geboren als Agnes Eyre Henkel, was een Amerikaans actrice.
Ayres wilde eigenlijk rechten studeren, maar toen ze in 1915, op 17-jarige leeftijd, haar filmdebuut kreeg in Charlie Chaplins His New Job, wilde ze actrice worden. Na een kort verblijf bij Essanay Studios, kreeg ze in 1919 een contract bij Fox Studios.
Ayres' contract bij Fox bleek ook niet lang te duren. In 1920 tekende ze een contract bij Paramount Pictures. Bij deze studio werd ze in één klap bekend, toen ze naast Rudolph Valentino werd gecast in The Sheik (1921). Dit was gunstig voor haar carrière, omdat ze door de populariteit van The Sheik rollen kreeg aangeboden in bekende films, waaronder The Affairs of Anatol (1921) en The Ten Commandments (1923).
Echter, rond deze tijd daalde haar populariteit. Ze wist in 1926 terug te komen met haar rol in The Son of the Sheik. Toch kon ze de opkomst van de geluidsfilm niet aan en eindigde haar carrière als actrice.
In 1940 stierf Ayres op 42-jarige leeftijd aan een hersenbloeding. Na haar dood kreeg Ayres een ster op de Hollywood Walk of Fame.
- Biblioteca Nacional de España: XX1075359
- Bibliothèque nationale de France: cb17150843t (data)
- Gemeinsame Normdatei: 141176423
- International Standard Name Identifier: 0000 0001 1682 2410
- Library of Congress Control Number: n93011145
- Nationale Bibliotheek van Israël: 987007332478305171
- SNAC: w6158v8t
- Virtual International Authority File: 86706743
- WorldCat: E39PBJvhw978ddJqkCkrX3ChHC